# Ludwig Daehn
Ludwig Daehn (* 23. März 1865 in Worms; † 23. Januar 1944 in Karlsruhe) war ein deutscher Offizier und Militärjurist der Preußischen Armee.

## Leben
Daehn besuchte das Eleonoren-Gymnasium Worms. Nach dem Abitur im März 1885 diente er ab 1. April 1885 als Einjährig-Freiwilliger beim Infanterie-Regiment „König Ludwig III. von Bayern“ (2. Niederschlesisches) Nr. 47 in Straßburg. Zugleich immatrikulierte er sich an der Kaiser-Wilhelms-Universität für Rechtswissenschaft. Im Mai wurde er in der freien Verbindung  Vogesina aktiv. Als das Corps Alsatia rekonstituierte, trat er am 28. Mai 1886 als Fuchs in das umbenannte Corps Palaio-Alsatia ein. Am 6. Dezember 1886 recipiert, musste er am 14. November 1887 „familienverhältnissehalber“ ohne Band entlassen werden. Er wechselte an die Hessische Ludwigs-Universität und die Ruprecht-Karls-Universität Heidelberg. Er erhielt am 4. Juli 1888 das Band zurück und wurde inaktiviert. Am 20. November 1888 bestand er in Gießen die Erste Juristische Staatsprüfung. Am 9. März 1889 promovierte er in Heidelberg zum Dr. iur. Danach diente er als Leutnant d. R. im Infanterie-Regiment „von Lützow“ (1. Rheinisches) Nr. 25. Nachdem er am 2. März 1892 die Große Juristische Staatsprüfung am Oberlandesgericht Darmstadt bestanden hatte, trat er in die Militärgerichtsbarkeit. Am 3. März 1894 wurde er Garnisonrichter in Wesel. Am 1. Juli 1896 nach Karlsruhe versetzt und 1897 zum Oberleutnant befördert, schied er 1907 als Hauptmann der Landwehr aus der Preußischen Armee aus.
Im März 1914 wurde er Oberkriegsgerichtsrat beim IV. Armee-Korps. Im Ersten Weltkrieg kam er am 12. April 1916 zum I. Armee-Korps, mit dem er an der Westfront kämpfte. Nach der Novemberrevolution und der Aufstellung der Reichswehr war er Oberkriegsgerichtsrat beim Gruppenkommando 2 in Kassel. Mit Auflösung der Militärgerichtsbarkeit wurde er im Dezember 1920 in den einstweiligen Ruhestand versetzt. Im Sommer 1921 übersiedelte er mit seiner Familie in das vertraute Karlsruhe. Bei der Maschinenbau-Gesellschaft Karlsruhe wurde er Justitiar. 1927 pensioniert, verlebte er den Ruhestand in Badens Hauptstadt. Wegen „nichtarischer Versippung“ gab er sein Corpsband im Mai 1934 zurück; als ausgeschieden wurde er aber nie angesehen. Sein jüngerer Bruder Wilhelm Daehn behielt das Band. Sein Sohn Lothar Daehn wurde 1927 Altelsässer und war Kaufmann in Wien. Ludwig Daehn liebte den Alpinismus und die Jagd.
Verheiratet war Daehn seit dem 28. Juni 1894 mit Angelika geb. Gemsheim. Sie starb neun Monate nach ihrem Mann und hinterließ die Kinder Ludwig, Nelly und Lothar.

## Ehrenämter
- Mitglied des Ehrenrates für Offiziere des Beurlaubtenstandes
- Mitglied des Ehrengerichts beim Deutschen Offiziersbund
- Mitglied des Traditionsverbandes vom  1. Badischen Leib-Grenadier-Regiment Nr. 109

## Auszeichnungen
- Eisernes Kreuz II. Klasse
- Eisernes Kreuz I. Klasse
- Orden vom Zähringer Löwen, Ritterkreuz 1. Klasse
- Allgemeines Ehrenzeichen (Hessen)
- Roter Adlerorden 4. Klasse
- Preußische Landwehr-Dienstauszeichnung 1. Klasse
- Friedrich-Kreuz
- Herzoglich Sachsen-Ernestinischer Hausorden, Komturkreuz mit Schwertern
- Regierungs-Jubiläums-Medaille von 1902 (Baden)

Die Orden werden im Altelsässer-Zimmer vom Corpshaus der Bavaria Erlangen verwahrt.